# Métro léger de Volgograd
Le métro léger de Volgograd ou Volgograd Metrotram, (en russe : Волгоградский метротрам) est un réseau composé de 2 lignes.

## Lignes
| Ligne | Parcours                                                                                   | Ouverture | Stations |
| ----- | ------------------------------------------------------------------------------------------ | --------- | -------- |
| ST    | Traktornyj Zavod (VGTZ) (Тракторный завод (ВГТЗ)) ↔ Ploshchad Chekistov (Площадь Чекистов) | 1984      | 19       |
| ST2   | Stadion Monolit (Стадион Монолит) ↔ Yel’shanka (Ельшанка)                                  | 2011      | 15       |

### ST
La ligne a ouvert le 5 novembre 1984.

### ST2
La ligne a ouvert le 1er décembre 2011.

## Tarif
25 roubles au premier janvier 2020